# Gais (Appenzell Rhodes-Extérieures)
Pour les articles homonymes, voir Gais.
Gais est une commune suisse du canton d'Appenzell Rhodes-Extérieures.

## Géographie

Vue aérienne de 300 m par Walter Mittelholzer (1923).

La commune de Gais s'étend sur 21,23 km2. 

## Démographie
Gais compte 3 147 habitants au 31 décembre 2023 pour une densité de population de 148 hab/km2. Sur la période 2010-2019, sa population est restée stable (canton : 4,6 % ; Suisse : 9,4 %).  

## Distinctions
Elle obtient le Prix Wakker en 1977.